# René Jules Dubos
René Jules Dubos (20 de febrero de 1901 - 20 de febrero de 1982) fue un microbiólogo, patólogo experimental, ambientalista y humanista norteamericano nacido en Francia, además ganó el Premio Pulitzer para obras de no ficción generales por su libro So Human An Animal. Se le atribuye la autoría de la máxima "Piensa globalmente, actúa localmente".
Contribuyó decisivamente al estudio empírico de las enfermedades microbianas y al análisis de los factores medioambientales y sociales que afectan la salud de los seres humanos. Sus investigaciones, pioneras en aislar las substancias antibacterianas de determinados microorganismos del suelo, condujeron al descubrimiento de importantes antibióticos. Escribió mucho sobre varios temas: tuberculosis, neumonía, y los mecanismos de inmunidad adquirida, susceptibilidad natural, y resistencia a las infecciones. Excepto entre 1942 y 1944 cuando fue profesor de Patología Comparada de la cátedra George Fabyan y profesor de medicina tropical en la Harvard Medical School y la Harvard School of Public Health, su carrera científica la pasó en su totalidad en The Rockefeller Institute for Medical Research, posteriormente denominado Universidad Rockefeller.
Posteriormente, Dubos exploró la interrelación de las fuerzas ambientales y el desarrollo físico, mental y espiritual del hombre. Los principales puntos de su filosofía humanista eran: los problemas globales están condicionados por las circunstancias locales y elecciones, la evolución social nos permite repensar las acciones humanas y modificar la dirección para promover un medio ambiente ecológicamente equilibrado, el futuro es optimista dado que la vida humana y la naturaleza son resilientes y nosotros cada vez estamos más atentos de los peligros inherentes a las fuerzas naturales y las actividades humanas, y nos podemos beneficiar de nuestros éxitos y aplicar las lecciones aprendidas para resolver otros problemas ambientales contemporáneos.
A menudo se le atribuye a René Dubos la autoría de la popular máxima que dice "Piensa globalmente, actúa localmente" y hace referencia a la idea que los problemas ambientales globales pueden ser tratados solo si se consideran las diferencias de nuestro ambiente local en lo que respecta a ecología, economía, y cultura. Esta máxima aparece por primera vez en 1978, seis años luego que Dubos fuera asesor en 1972 de la Conferencia de Naciones Unidas para el Ambiente Humano. En 1979, Dubos sugirió que la conciencia ecológica debía comenzar en el hogar. Dubos convocaba a la creación de un Orden Mundial en el cual "las unidades naturales y sociales mantienen o recapturan su identidad, pero se interrelacionan unas con otras a través de un rico sistema de comunicaciones". En la década de 1980, Dubos se atuvo a sus ideas y actuó localmente, y consideraba que los problemas que involucraban al medio ambiente debían ser resueltos "en sus propios contextos físicos, climáticos y culturales." El énfasis de Dubos en el establecimiento de relaciones duraderas y constructivas entre las personas y la Tierra continúa siendo tenido en cuenta.
René Dubos es el hijo de George Alexandre Dubos y Adeline Dubos nacido de Bloedt. Sus padres tienen una carnicería en Saint-Brice-sous-Forêt y en Hénonville. A los ocho años, sufrió un ataque de fiebre reumática, que sufrió de por vida. Muy pronto, también descubrió miopía severa. René Jules Dubos comienza sus estudios en Hénonville. A la edad de trece años se mudó con su familia a París, donde fue alumno en la escuela secundaria Chaptal. Su padre murió de heridas de guerra en 1919. Su madre tuvo que manejar la carnicería sola mientras criaba a sus tres hijos (René, su hermano Francis y su hermana Madeleine). René ayuda a su madre con la carnicería mientras continúa su educación. Incorpora el Instituto Nacional de Agronomía (hoy AgroParisTech) del que se graduó como ingeniero agrónomo en 1921.
Debido a su estado de salud (fiebre reumática) fue rápidamente relevado de sus obligaciones militares.
En 1922 , encontró un puesto en Roma en el Instituto Internacional de Agricultura. Durante dos años, editor, tradujo y resumió artículos para la Revista Internacional de Ciencia y Práctica de la Agricultura. Fue allí donde leyó un artículo de Sergei Vinogradski cuya influencia más tarde reconoció en su trabajo.
Conoció a Selman Waksman en una conferencia en Roma en 1924. Dubos lo encontró en el transatlántico Rochambeau en ruta a los Estados Unidos. Ellos discuten; Waksman ayudará a Dubos a conseguir un trabajo en la Universidad de Rutgers .
En 1924 se convirtió en asistente de investigación en la Universidad de Rutgers en Nueva Jersey y obtuvo allí, en 1927, su doctorado con un trabajo sobre la descomposición de la celulosa por las bacterias del suelo. En 1927, gracias a la mediación de Alexis Carrel, conoció a OT Avery, quien lo reclutó en el departamento de enfermedades respiratorias de la Universidad Rockefeller en Nueva York, donde descubrió la acción específica de una enzima bacteriana que descompone la cápsula de neumococos. Este descubrimiento lo encamina hacia el descubrimiento de la gramicidina, el primer antibiótico comercializado
El gran avance científico que hizo en 1932 no fue redescubierto hasta setenta años después: los microbios desarrollaron fermentos "constitutivos" y fermentos "adaptativos" que permitieron la reacción llamada "adaptación creativa". Esto lleva a René Dubos a otro descubrimiento, el de la tirotricina .
En 1934 se casó con Marie Louise Bonnet.
René Dubos recibió la nacionalidad estadounidense en 1938 .
En 1939, en la tercera conferencia internacional de microbiología, R. Dubos anunció que había aislado una nueva sustancia antibacteriana, probada en ratones, la tirotricina. Este anuncio, que causó sensación, fue inmediatamente reanudado y comentado en el New York Times de 9 de septiembre. René Dubos patentó oficialmente antibióticos el 8 de enero de 1940 (que, en ese momento, aún no tenía este nombre (Gramicidina)).
En 1941 fue admitido en la Academia de Ciencias de los Estados Unidos , continuó su trabajo en tuberculosis experimental, su esposa sucumbió a esta enfermedad en 1942 . En 1945 publicó La célula bacteriana en su relación con los problemas de virulencia, inmunidad y quimioterapia , un trabajo fundamental de la biología.
En 1946 desarrolló una técnica de cultivo que permite obtener bacilos tuberculosos de calidad uniforme. Este descubrimiento facilita enormemente el estudio del bacilo.
En 1948 recibió el Premio Lasker.
En 1950 se casó con Letha Jean Porter por segunda vez.
Luego comienza su actividad como autor y divulgador, al mismo tiempo que se multiplican las recompensas y que fue nombrado profesor en la Universidad Rockefeller en 1957.
Durante los años académicos 1963-1964 y 1964–1965, fue un Fellow en el Centro de Estudios Avanzados de la Universidad Wesleyan. Fue presidente de los trustees del Centro René Dubos del Medio Ambiente Humano, una organización de investigación y educación que fue nombrada en su honor en 1980. La misión del centro, que fue fundado por William y Ruth Eblen, es “asistir al público y a los gobernantes en formular políticas para la solución de problemas medio ambientales y la creación de valores medio ambientales.” 
Hacia el final de su vida, su carrera investigadora cambió hacia la ecología y, en particular, la ecología global . Preparó en 1972 , con Barbara Ward, el informe básico de la primera Conferencia de las Naciones Unidas sobre el Medio Ambiente en Estocolmo (CNUE o "Cumbre de la Tierra "), que tiene el título de "Tenemos una sola Tierra". En 1977, fue el primero, antes que Jacques Ellul (en 1980 en Radio Canadá), en formular el famoso eslogan: "Piensa globalmente, actúa localmente". Él estaba entonces detrás de la creación del Programa de las Naciones Unidas para el Medio Ambiente.
Según él, "el medio ambiente debe considerarse en el sentido más amplio, es decir, debe incluir no solo el medio ambiente inerte y vivo externo a la especie, sino también el medio ambiente inerte y vivo que es interno a él", es decir, el nicho ecológico que forma cada especie y los miembros que la componen. Por lo tanto, frente a su entorno, todas las especies deben considerarse tanto en sus partes como en su totalidad".
Dubos permaneció trabajando en el Centro hasta su muerte en 1982.

## Libros publicados
- The Bacterial Cell in its Relation to Problems of Virulence, Immunity and Chemotherapy, 1945, Harvard University Press
- Louis Pasteur, Free Lance of Science, 1950, 1960, Charles Scribner's Sons, Da Capo Press 1986 reprint of 1960 edition: ISBN 0-306-80262-7
- The White Plague: Tuberculosis, Man, and Society, 1952, Little, Brown, and Company, Rutgers University Press 1987: ISBN 0-8135-1224-7
- Biochemical Determinants of Microbial Diseases, 1954, Harvard University Press
- Man, Medicine, and Environment, 1968, Praeger
- Mirage of Health: Utopias, Progress & Biological Change, 1959, Rutgers University Press 1987: ISBN 0-8135-1260-3
- Pasteur and Modern Science, 1960, Anchor Books, American Society of Microbiology edition with new chapter by Thomas D. Brock, 1998: ISBN 1-55581-144-2
- The Dreams of Reason: Science and Utopias, 1961 George B. Pegram lectures, Columbia University Press
- The Unseen World, 1962, The Rockefeller Institute Press
- The Torch of Life: Continuity in Living Experience, 1962, Simon and Schuster, Touchstone 1970 reprint: ISBN 0-671-20469-6
- Man Adapting, 1966, Yale University Press, ISBN 0-300-00437-0, enlarged edition 1980: ISBN 0-300-02581-5
- So Human an Animal: How We Are Shaped by Surroundings and Events, 1968, Scribner Book Company, Transaction Publishers 1998 edition: ISBN 0-7658-0429-8 (won the 1969 Pulitzer Prize for non-fiction)
- Reason Awake, 1970, Columbia University Press, ISBN 0-231-03181-5
- Only One Earth: The Care and Maintenance of a Small Planet, 1972, coauthored with Barbara Ward and United Nations Conference on the Human Environment, W W Norton & Co, ISBN 0-393-06391-7
- A God Within, 1973, Scribner, ISBN 0-684-13506-X
- Of Human Diversity, 1974, Clark University Press, ISBN 0-914206-24-9
- Beast or Angel: Choices That Make Us Human, 1974, Scribner, hardcover: ISBN 0-684-17608-4, paperback 1984: ISBN 0-684-14436-0
- The Professor, the Institute, and DNA: Oswald T. Avery, His Life and Scientific Achievements, 1976, Paul & Company, ISBN 0-87470-022-1
- The Wooing of Earth, 1980, Scribner, ISBN 0-684-16501-5
- Quest: Reflections on Medicine, Science, and Humanity, 1980, Harcourt Brace Jovanovich, ISBN 0-15-175705-4
- Celebrations of Life, 1981, McGraw Hill, ISBN 0-07-017893-3
- The World of Rene Dubos: A Collection from His Writings, 1990, Henry Holt & Co, ISBN 0-8050-1360-1

### Editor
- LIFE Science Library, incluida la autoría de uno de sus 26 volúmenes: Health and Disease (1965), con Maya Pines